# Halterner Berge
Mit Halterner Berge werden die nördlich des Ruhrgebiets gelegenen Höhenzüge Hohe Mark (mit Rekener Kuppen) (bis 145,9 m ü. NHN) nordwestlich, Borkenberge (bis 133,3 m) östlich und Haard (bis 156,9 m) südlich der Stadt Haltern am See bezeichnet. Sie liegen in den nordrhein-westfälischen Kreisen Borken, Coesfeld und Recklinghausen und sind einschließlich der ihre Höhenzüge trennenden Täler etwa 283 km² groß.
Ihre drei Höhenzüge stellen die einzigen submontanen Unter-Naturräume der Haupteinheit Westmünsterland dar, deren Südosten sie einnehmen. Unmittelbar östlich schließt sich der Südwesten des Kernmünsterlandes an, ebenfalls Teil der Haupteinheitengruppe Westfälische Bucht.
Die höchste Erhebung der Halterner Berge ist der Stimberg (156,9 m) in der Haard. Getrennt sind die drei Höhenzüge durch die Täler der Fließgewässer Lippe (Nordbegrenzung der Haard zu den beiden anderen Höhenzügen) sowie Halterner Mühlenbach und Stever-Mündungslauf (Ostbegrenzung der Hohen Mark zu den Borkenbergen) mit Halterner Stausee.
Die Halterner Berge liegen im südlichen Osten des Naturparks Hohe Mark.